# Chiesa di Santa Maria delle Consolazioni
La chiesa di Santa Maria delle Consolazioni, anticamente chiesa di San Faustino in Castro, è una chiesa di Brescia, situata nell'omonima Piazzetta delle Consolazioni lungo Contrada Sant'Urbano, sulla salita per il Castello di Brescia, a poca distanza da Piazzetta Tito Speri.
Fondata probabilmente prima del IX secolo, si tratta di una delle più antiche chiese della città giunte fino a noi, seppur con i rifacimenti successivi. La chiesa, difatti, fu parzialmente demolita durante il Quattrocento per far posto ad una linea difensiva del castello, e fu ricostruita in seguito con linee rinascimentali, conservando però il campanile del XII secolo e l'abside. La chiesa è retta e amministrata dal 1612 dalla Confraternita delle Consolazioni, composta da cittadini fedeli al culto della Madonna. Al suo interno sono custodite numerose opere pittoriche di vari autori e varie epoche, da due affreschi del Quattrocento, a tele seicentesche, ad affreschi di Vittorio Trainini, importante artista bresciano dei primi decenni del Novecento.

## Storia

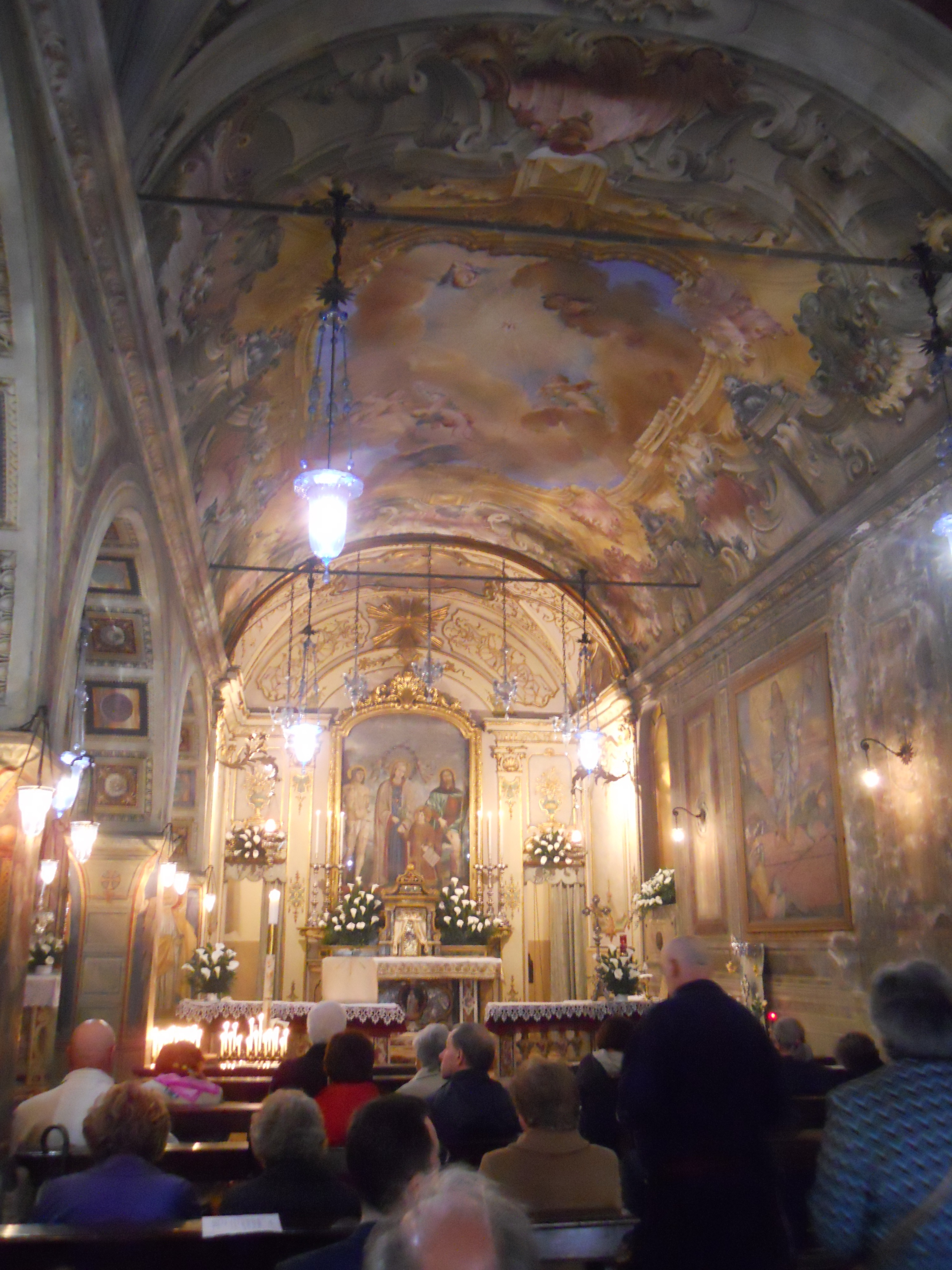
L'interno

### Le origini: l'intervento di Ramperto e le ipotesi di Cristoni
La chiesa di San Faustino in Castro, ovvero in Castello, cioè nei pressi del Castello, poiché, difatti, il Castello di Brescia si trova poche decine di metri più in alto, viene nominata per la prima volta nell'843, dunque nella prima metà del IX secolo. La fonte è un documento recuperato all'interno dell'altare maggiore durante il Seicento, secondo il quale il vescovo Ramperto, nel maggio 843, avrebbe consacrato la chiesa ai Santi Faustino e Giovita, situata in località Casa alta o Casolte.
Interessante è il legame fra la dedica della chiesa e il vescovo Ramperto, il quale si impegnò notevolmente alla diffusione del culto dei due santi nell'area bresciana. Il piccolo edificio era di pertinenza del monastero di San Faustino Maggiore, più in basso e verso ovest, cosa fra l'altro confermata in una bolla da Papa Innocenzo II nel 1133.
Non sono da considerarsi veritiere le supposizioni di Calimero Cristoni, rettore della Confraternita dal 1782, circa le antichissime origini della chiesa. Egli, difatti, identificava l'antico San Faustino in Castro con la chiesa di Santa Maria di Betlemme, o in Betlem, fondata addirittura alla metà del V secolo ma sul versante est del Colle Cidneo, a poca distanza dalla chiesa di San Pietro in Oliveto. Santa Maria di Betlemme fu infatti distrutta all'inizio del Cinquecento, come molti altri edifici, in occasione dei lavori di fortificazione del colle su quel versante. Cristoni, comunque, formulò le sue idee nei difficili anni dell'instaurazione del governo napoleonico, che dal 1797 soppresse sistematicamente tutti i monasteri e le confraternite cittadine e di provincia, spesso demolendone poi le chiese e gli edifici annessi.
È verosimile che Cristoni puntò tutto sull'estrema antichità del luogo di culto per preservarne l'esistenza, identificandolo con Santa Maria di Betlemme. La vicenda, infatti, ebbe buon esito e la confraternita fu reintegrata dopo l'iniziale soppressione, e la chiesa ad essa restituita.

### Il Medioevo e la demolizione di San Faustino in Castro
Fino al Duecento, la chiesa viene citata soprattutto in documenti che trattano di lavori di tipo militare sui fianchi del colle. Fino a questi anni, la zona di Casolte è un quartiere popolare molto affollato e ricco di vita: vi si tiene una fiera e vi abitano numerosi mercanti, fra i quali cardatori di lana e pellicciai. Dopo aver funzionato anche da parrocchia per Casolte, la chiesetta passa nel 1148 al Capitolo della Cattedrale, assieme alla chiesa di Sant'Agostino e a quelle di Sant'Urbano, San Cassiano e Santa Margherita.
Il passaggio di proprietà non fu casuale e fu probabilmente accelerato dall'intervento di Papa Eugenio III, che si era intrattenuto a Brescia per alcuni mesi proprio in quell'anno. Troppe chiese autonome, difatti, ognuna con propri fondi, beni e rendite, rischiava di attirare l'ingordigia di speculatori interessati ai beni ecclesiastici: trasferita l'amministrazione al Duomo, i rischi si sarebbero annullati. La cosa non risolve però i problemi di povertà della chiesa: nel 1275 un chierico rappresenta la chiesa in Duomo per lamentare che, al momento, in essa non est sacerdos e nel 1389, più di un secolo dopo, già durante la dominazione viscontea, il vescovo Tommaso Visconti segnala l'abbandono e la povertà estrema di quelle piccole chiese, le quali necessitano urgentemente di una riforma che non può esserci.
Il Visconti parla anche di come, nelle case annesse alla chiesa di San Faustino in Castro, nessun sacerdote possa abitarvi senza vergogna, in quanto sia la chiesa che la casa annessa sono poste in una zona di malaffare. Per proibire la frequentazione di quelle vie alle pubblice peccatrices viene emanata una lunga serie di provvedimenti, praticamente invano. A questa situazione dovevano verosimilmente contribuire anche i militari presenti nella rocca per secoli e in gran quantità, visto che la zona di Casolte era l'abitato in assoluto più vicino alle porte del castello. Per fare un esempio, nel 1609 il castello era presieduto da cento fanti, tre caporali e due capitani con ottanta uomini a testa, più due bombardieri, per un totale di duecentosettanta persone, contando solo i militari senza il personale di servizio.
La situazione rimane praticamente inalterata fino alla prima metà del Quattrocento. Nel 1423 viene dettagliatamente descritta l'area in occasione dei lavori di fortificazione del colle e del centro della città da parte dei Visconti: la Cittadella Nova. Il piano dei Visconti prevedeva una cinta difensiva che, partendo dal Castello, scendeva all'interno della città e inglobava, con un profilo a ferro di cavallo, le Cattedrali e il Broletto per poi tornare verso il Castello seguendo il profilo proprio di Contrada Sant'Urbano e passando nelle immediate vicinanze della chiesetta.
Cosa accadde a questo punto non è ancora chiaro, poiché le fonti dell'epoca sono abbastanza concordi ma non corrispondono a dati oggettivi della realtà. Bernardino Faino, cronista della metà dei Seicento, annota lapidario che, nel 1429, in castello c'era la chiesa di San Faustino, che, dopo tale data, fu demolita. Achille Poncarali, verosimilmente fonte del Faino, nel 1593 concludeva la stessa notizia con un prudenziale "ut credo". È però inverosimile, anzi quasi impossibile, che la chiesa sia stata veramente abbattuta nella sua totalità: l'abside, infatti, fa parte della struttura originaria e il campanile è del XII secolo, risalente dunque a molto prima che la chiesa venisse abbattuta. Di conseguenza, è logico pensare ad un parziale abbattimento, a cui seguì una ricostruzione quasi immediata e nello stesso luogo. Ad ogni modo, l'antica San Faustino in Castro fu demolita quasi del tutto sul finire degli anni '30 del Quattrocento e, entro poco tempo, fu ricostruita secondo nuove linee architettoniche.

### La ricostruzione e il Cinquecento

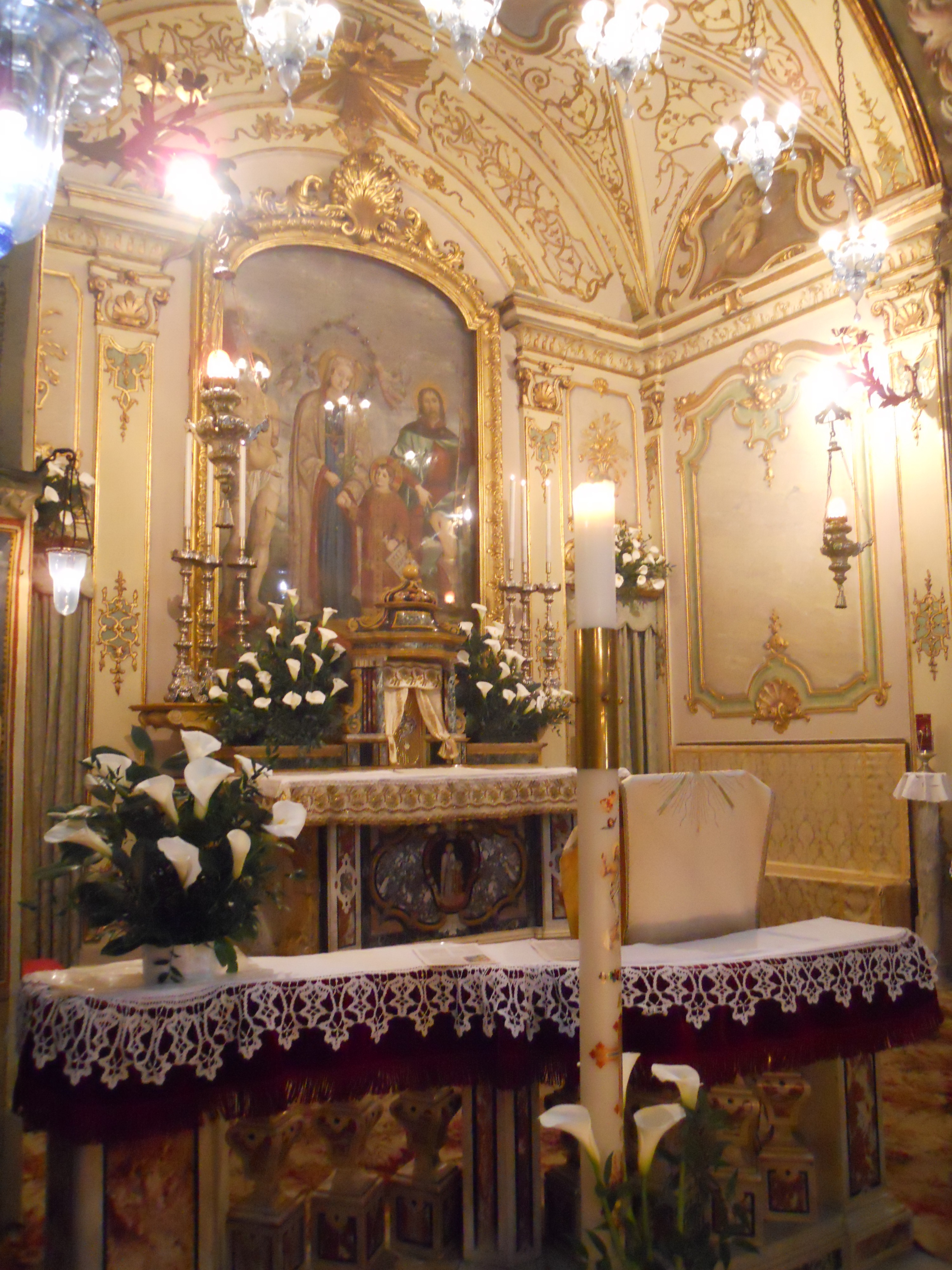
L'altar maggiore con la pala quattrocentesca

La ricostruzione della chiesa non coincide esattamente con il cambio di denominazione: sebbene il nuovo edificio dovette essere realizzato in fretta, ancora nel 1526 un elenco delle chiese cittadine lo identificava come Ecclesia Sti. Faustini in castro. Il cambio del titolo avvenne lentamente e per un motivo ancora oggi non del tutto chiaro, a causa dei pareri discordanti che i cronisti e gli storici di tutte le epoche diedero circa la questione: secondo il Cornaro, lo "spunto" per il cambio di titolo provenne da alcuni miracoli avvenuti grazie a un'immagine della Madonna posta sulla parete della chiesa. Il Fè d'Ostiani, invece, riporta che la chiesa cambiò dedica per voto fatto in occasione di peste, non specificando però quale epidemia di peste fra le varie che scoppiarono all'epoca, anche se, ipotizzando come vera l'ipotesi del Fè d'Ostiani, la peste in questione potrebbe essere stata quella che afflisse la città attorno al 1484.
Fra le varie ipotesi, comunque, quest'ultima appare la più verosimile, anche perché l'affresco che oggi fa da pala all'altare maggiore della chiesa raffigura la Madonna fra San Rocco e San Sebastiano, tradizionali protettori dalle epidemie, ed è databile, confrontando lo stile con quello di autori influenti come Vincenzo Foppa e Floriano Ferramola, proprio verso la fine del Quattrocento. Se il Quattrocento non era stato indolore per le vicende della chiesa, il Cinquecento non doveva aprirsi meglio: nel 1512 si verifica il cruento assedio e successivo saccheggio di Brescia da parte dei francesi guidati da Gaston de Foix-Nemours, assoldato dai Visconti perché riconquistasse la città entrata a far parte della Repubblica di Venezia. Data la posizione strategica, poco sotto il Castello e affacciata sull'unica strada che, al tempo, scendeva da esso, la chiesetta diventa più volte quinta di rappresaglie e massacri da ambedue le parti, assedianti e assediati.
Terminati i terribili eventi del 1512, la vita della chiesetta riprende il suo corso. Durante il resto del secolo, si segnala una sempre maggiore devozione alla chiesetta, causata da una crescente venerazione della Madonna, a sua volta dovuta a eventi come la Battaglia di Lepanto, dove la Madonna si rivelò essere "l'alleato in più" che consentì la vittoria ai veneziani, e il diffondersi della riforma protestante, che necessitava di saldi elementi religiosi per poterla arginare. Il comune di Brescia partecipa attivamente al miglioramento e alla gestione della chiesa, deliberando nel 1527 che il prete residente a Santa Maria delle Consolazioni riceva sempre l'occorrente per addobbare la chiesa e le vicinanze il giorno dell'Assunzione della Vergine. Nel 1551 fa anche costruire, a proprie spese, un ponte su un fosso costeggiante l'edificio per migliorarne il collegamento con San Pietro in Oliveto.
Nel 1580, San Carlo Borromeo in visita alla città, ispeziona, come tutte le altre chiese cittadine, anche Santa Maria delle Consolazioni. San Carlo descrive così l'edificio e le sue pertinenze: "La chiesa delle Consolazioni fa parte della parrocchiale ed è piccola. Ha due altari, il maggiore appunto e il secondo sotto il titolo di Santa Maria, che è venerato dalla popolazione con profonda devozione. Esiste una sacrestia ma è adibita a un uso più profano che religioso, infatti i paramenti si conservano in un'arca. Alla chiesa è unita una casa ad abitazione del cappellano. C'è un oratorio fuori dalla chiesa, presso la porta principale, dedicato a San Rocco, con una grata di ferro e con un unico altare. Questa chiesa è frequentata perché risulta comoda alla popolazione". Seguono altre note su chi regge la chiesa al momento e chi è incaricato di amministrarne i beni. Le disposizioni di San Carlo sono diverse: sistemare i due altari, eliminare quello di San Rocco nell'oratorio, rifare il pavimento della sacrestia e restaurare un ritratto della Vergine.

### Il Seicento e la nascita della Confraternita
Il Seicento si apre con una forte tradizione mariana ormai radicata in città: le antiche immagini della Vergine affrescate sui muri delle abitazioni sono sempre più frequentemente al centro di miracoli, tanto da essere strappate e rese pale d'altare per chiese vecchie e nuove, come nel caso della chiesa della Madonna del Lino. Le processioni sono frequentissime e seguite con estremo entusiasmo dalla popolazione. Non è un caso, quindi, che si collochi proprio in questo periodo la nascita della Confraternita delle Consolazioni.
Le origini della confraternita si trovano in un lascito, avvenuto nel 1604 alla morte del cittadino Cressino Bodei, come di sua volontà nel testamento, che consisteva nella donazione alla chiesetta di alcuni terreni presso Barbariga, nella pianura bresciana, in cambio che vi si celebrasse la messa almeno ogni festa comandata. La vicenda subì un'ulteriore spinta nell'aprile del 1612, quando agli abitanti della Contrada delle Consolazioni e vicinanze fu concessa la libertà di potersi congregare insieme e nella detta chiesa come altrove qualunque volta gli occorrerà trattar alcuna cosa intorno alla messa ed altro che [...] sarà da essi vicini proposto. La prima di queste riunioni doveva avvenire il 25 di quello stesso mese: appare immediatamente chiaro che il lascito di Bodei non sarebbe bastato per mantenere in perpetuo un cappellano, quindi i congregati si accordarono per sostenere le spese di tasca propria. Vengono anche nominati un cassiere, un cancelliere e altre figure per amministrare elemosine e rendite.
Il neonato gruppo di fedeli si dà immediatamente da fare: il 6 luglio 1612 l'affresco con la miracolosa immagine della Madonna fra i Santi Rocco e Sebastiano, dipinto sul muro di una casa nelle immediate vicinanze della chiesa, viene staccato e collocato all'interno come pala dell'altare maggiore, il quale a sua volta era stato ricostruito ex novo per maggiore decenza della chiesa, maggior comodità del popolo e maggior soddisfazione del Sacerdote che deve celebrar ivi quotidianamente la messa dai Signori Bodei e dai vicini di essa contrata ordinata. La cerimonia di trasferimento dell'affresco, secondo le testimonianze, dovette essere di assoluto rilievo nel panorama religioso cittadino: fra i presenti era anche Giovanni Battista Lantana, primo architetto del Duomo nuovo. La tradizione mariana nell'oratorio era ormai vivissima e ufficializzata dal trasferimento dell'affresco, evento che aveva portato a dedicare l'altare maggiore alla Vergine, alla quale, fino a trent'anni prima, era dedicato il solo altare laterale, come riportato da Carlo Borromeo nelle sue annotazioni.
Il 18 novembre 1612 la confraternita viene ufficialmente fondata con l'appoggio di tutti gli abitanti della contrata della Madonna delle Consolazioni et in quei contorni tutti dirotti ben et indegni servi di detta Beata Vergine, essendo uniti ed aggregati in detta chiesa desiderosi di mettere buoni ordini acciò che ad honor di detta Santissima Vergine cresca nell'avvenire il culto di Dio nella chiesa predetta. Alla confraternita possono iscriversi solo uomini e ognuno di essi deve essere segnalato in un registro, così come devono essere registrati tutti coloro che contribuiscono con elemosine e donazioni. La confraternita e, di conseguenza, la chiesa di Santa Maria delle Consolazioni assumono importanza quasi immediata nel contesto cittadino: nel 1613, solamente un anno dopo, il Capitano di Brescia Stefano Viario stabilisce un contributo alla confraternita di dodici ducati all'anno e, nel 1647, la confraternita di fedeli che gestiva la chiesa di San Benedetto si fonde con quella delle Consolazioni per maggiore comodità. Il Seicento, a causa della peste del 1630, si rivela un secolo difficile: nel 1664 viene lamentata la decimazione dei confratelli e le elemosine si riducono notevolmente.

### Il Settecento: dalla fioritura alla decadenza
Terminata la crisi sociale ed economica del Seicento, il Settecento si svolge all'insegna di una fioritura eccezionale per la chiesa e per la confraternita. L'influenza del cardinale Angelo Maria Querini porta un'ondata di rinnovata spiritualità in tutto il contesto cittadino, con costruzione di nuove chiese e ammodernamento di quelle già esistenti. La chiesa di Santa Maria delle Consolazioni continua a essere punto di riferimento, anche spaziale, tanto che la via su cui si affaccia la chiesa, al tempo costellata da molte altre chiese, prende il suo nome, diventando "Contrada delle Consolazioni". La confraternita, attivissima, gestisce i lasciti dei defunti con continue messe in loro onore e processioni, feste e banchetti.
Nel 1740 anche la confraternita si rinnova, in particolare per rimediare a una sorta di intorpidimento che circondava i membri, come ben esposto nell'introduzione al nuovo Statuto che viene emanato il 12 febbraio: "saggiamente gli antichi istitutori di questo oratorio prescrissero gli Ordini da osservarsi da tutti quelli, che volessero in esso applicarsi ad honore di Dio e della Beata Vergine a certe opere di Pietà e particolarmente nella recita dell'Officio della Madonna e de morti; ma perché quel fervore, che allora accese que cuori sembra alquanto intiepidito, si è risolto di dichiararli e moderarli in parte, acciocché tutti più agevolmente li possano essequire restando però a i più fervorosi (che grazie a Dio non sono pochi) libero l'addito di impiegarsi con tutto lo Spirito nel servizio di Dio e nella coltura della propria anima". Presi e analizzati i vari punti del regolamento della confraternita, alcuni vengono dunque aboliti, altri moderati, vengono modificate le regole per l'accettazione di nuovi membri. Nel 1743, la confraternita si associa anche alla Confraternita dell'Angelo Custode di Roma, alfine di esser partecipe delle Sante indulgenze e privilegi a quelle concesse.
La caduta della Repubblica di Venezia e la presa del potere di Napoleone Bonaparte provoca un vero e proprio terremoto sociale, politico ed economico. Come innumerevoli altri edifici religiosi, nel 1797 la chiesa di Santa Maria delle Consolazioni viene immediatamente requisita e destinata ad alloggio militare, fino al 1804 secondo le annotazioni del già citato Calimero Cristoni, rettore della confraternita in quegli anni. La maggior parte degli arredi interni viene fortunatamente salvata dagli stessi confratelli, che si portano a casa ciò che era di loro proprietà. Anche la confraternita, in quello stesso anno, deve essere sciolta. La questione si risolleva nel 1799 quando, al ritorno degli francesi dopo la prima cacciata da parte degli austriaci, essi si dimostrano disposti a un maggior dialogo e, grazie all'opera di Cristoni, citata inizialmente, la chiesa viene riaperta e la confraternita reintegrata.

### L'Ottocento e le Dieci Giornate
Ricostituita per un soffio la confraternita e riaperta la chiesa dopo un paio d'anni di sbandamento, la vita di entrambe riprende abbastanza regolarmente: alla confraternita, quasi l'unica rimasta dopo le soppressioni napoleoniche, affluiscono numerosissimi membri da altri gruppi sciolti, acquistando importanza e sempre più fervore religioso. Numerosi eventi negativi coinvolgono la chiesa e la confraternita, in particolare l'epidemia di colera del 1836 che decima i confratelli, ma contribuisce alla crescita di devozione alla Madonna delle Consolazioni in un numero sempre maggiore di cittadini.
I più gravi eventi che vedono però coinvolta direttamente la chiesa accadono durante le Dieci giornate di Brescia, nel 1849. La strada che lambisce la chiesetta, al tempo, come già detto, era l'unica a salire al Castello e, quindi, l'esercito austriaco, asserragliato fra le sue mura, lanciava gli attacchi più frequenti e mirati proprio in questa zona, che diventa teatro di massacri e rappresaglie. La chiesa di Santa Maria delle Consolazioni si trasforma per dieci giorni nell'estrema roccaforte del popolo bresciano, aiutata dai numerosissimi patrioti membri della confraternita che rendono la contrada e i vicoli adiacenti una vera e propria trappola per l'esercito austriaco. Odorici, un cronista - storico dell'epoca, annota di un battaglione di Baden, spinto dallo strategico abbandono delle prime barricate di Sant'Urbano, cui lasciavano i cittadini per attirarlo nella stretta mortale delle Consolazioni. Poco dopo, in Piazzetta dell'Albera, attuale Piazzetta Tito Speri, cadevano disfatte le nemiche ordinanze. Luigi Lechi, altro cronista del tempo e testimone oculare di quegli eventi, racconta di un corpo di diciotto uomini dalla Chiesa delle Consolazioni a guardia delle barricate.
La chiesa non esce indenne dalla battaglia: a parte il completo saccheggio degli arredi sacri, era stato rotto il tabernacolo e sicuramente anche la struttura aveva subito danni se, fino al 1852, la confraternita dovrà trasferirsi nella chiesa di San Zenone all'Arco, in attesa della completa riparazione. Il resto del secolo procede abbastanza sottotono.

### Il Novecento
Nel 1912 la vita per le Consolazioni si rianima definitivamente con l'elevazione della chiesetta a monumento nazionale e l'apertura della confraternita alle donne, le quali possono solo a quel punto iscriversi ufficialmente. L'edificio esce indenne dalla prima guerra mondiale e ciò porta il devoto poeta Angelo Canossi a dedicarle numerose composizioni.
Sempre con l'appoggio di Angelo Canossi, nel 1921 viene fusa e montata la "campana della memoria", destinata a suonare sempre al tramonto per ricordare i caduti della guerra. L'idea di Canossi riscuote così tanti consensi che porta alla creazione di altre due campane, anch'esse collocate nel campanile. Gli eventi sono seguiti anche da Gabriele D'Annunzio, che lodò l'impegno di Canossi di trasformare la chiesa delle Consolazioni in "chiesa della Memoria", tanto che, per circa quindici anni, fu liberamente appellata in questo modo.